# Braniewo (gmina wiejska)
Braniewo – gmina wiejska w województwie warmińsko-mazurskim, w powiecie braniewskim. W latach 1975–1998 gmina położona była w województwie elbląskim.
W skład gminy wchodzą 22 sołectwa: Bobrowiec, Garbina, Gronowo, Grzechotki, Jarocin, Klejnowo, Krasnolipie, Krzewno, Mikołajewo, Nowa Pasłęka, Pęciszewo, Podgórze, Rodowo, Rogity, Rusy, Stępień, Szyleny, Świętochowo, Wola Lipowska, Zakrzewiec, Zawierz, Żelazna Góra i 1 samodzielne osiedle Lipowina.
Siedziba gminy to Braniewo.
Według danych z 30 czerwca 2004 gminę zamieszkiwało 6428 osób. Natomiast według danych z 31 grudnia 2019 roku gminę zamieszkiwało 6031 osób.

## Struktura powierzchni
Według danych z roku 2002 gmina Braniewo ma obszar 306,93 km², w tym:
- użytki rolne: 60%
- użytki leśne: 22%

Gmina stanowi 25,48% powierzchni powiatu.

## Demografia

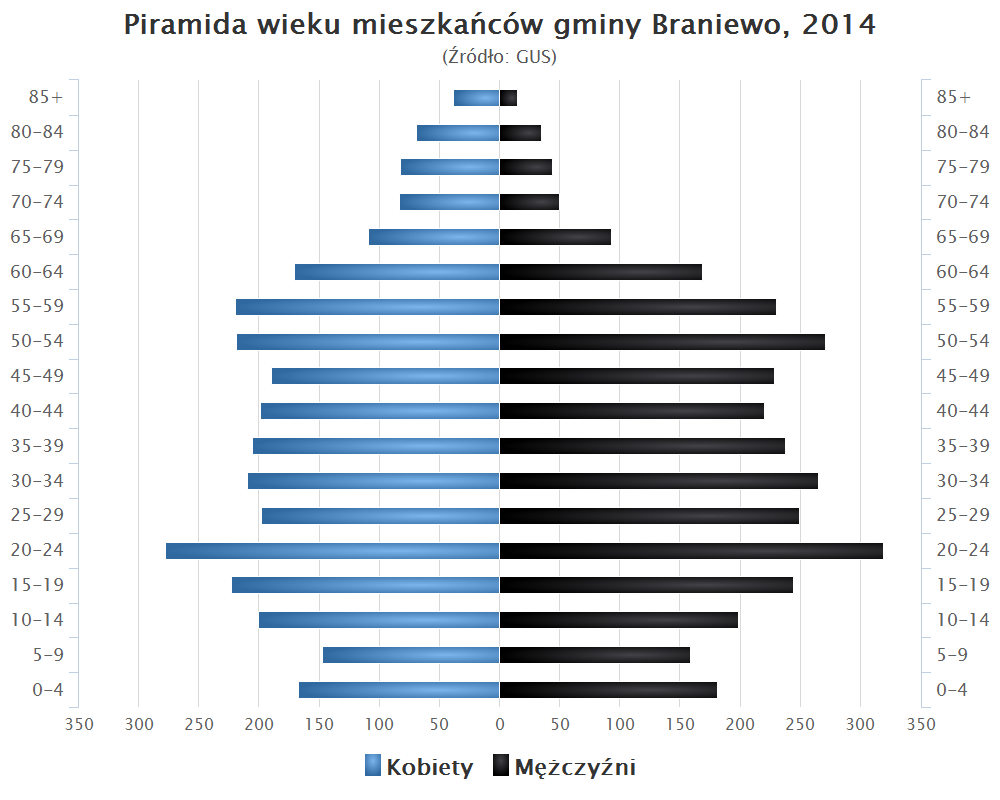
Piramida wieku mieszkańców gminy Braniewo w 2014 roku

Dane z 30 czerwca 2004:
| Opis                              | Ogółem | Ogółem | Kobiety | Kobiety | Mężczyźni | Mężczyźni |
| --------------------------------- | ------ | ------ | ------- | ------- | --------- | --------- |
| jednostka                         | osób   | %      | osób    | %       | osób      | %         |
| populacja                         | 6428   | 100    | 3169    | 49,3    | 3259      | 50,7      |
| gęstość zaludnienia (mieszk./km²) | 20,9   | 20,9   | 10,3    | 10,3    | 10,6      | 10,6      |

## Ochrona przyrody

### Rezerwaty przyrody
Na obszarze gminy znajdują się następujące rezerwaty przyrody:
- Rezerwat przyrody Cielętnik
- Rezerwat przyrody Ostoja bobrów na rzece Pasłęce.

### Pomniki przyrody
Na terenie gminy znajdują się następujące pomniki przyrody:
| Nr  | Lokalizacja                                                       | Forma             | Nazwa                             | Obwód przy powołaniu [cm] | Akt prawny                                               |
| 1.  | Maciejewo przy strumyku                                           | pojedyncze drzewo | dąb szypułkowy                    | 515                       | Orzec Nr Lb 221/57 Prez. WRN w Olsztynie z 04.06.1957 r. |
| 2.  | leśnictwo Wyżyny oddz. 107l                                       | pojedyncze drzewo | dąb szypułkowy                    | 485                       | Orzec Nr Lb 239/57 Prez. WRN w Olsztynie z 06.08.1957 r. |
| 3.  | leśnictwo Wyżyny oddz. 86h                                        | głaz narzutowy    | głaz narzutowy                    | 1200                      | Rozp. Nr 10/92 Woj. Elbląskiego z 21.12.1992 r.          |
| 4.  | Gronówko 50 m od drogi                                            | pojedyncze drzewo | dąb szypułkowy                    | 390                       | Rozp. Nr 10/92 Woj. Elbląskiego z 21.12.1992 r.          |
| 5.  | Gronówko 50 m od drogi                                            | pojedyncze drzewo | dąb szypułkowy                    | 550                       | Rozp. Nr 10/92 Woj. Elbląskiego z 21.12.1992 r.          |
| 6.  | Gronówko park wiejski                                             | pojedyncze drzewo | dąb szypułkowy                    | 460                       | Rozp. Nr 10/92 Woj. Elbląskiego z 21.12.1992 r.          |
| 7.  | Gronówko park wiejski                                             | pojedyncze drzewo | dąb szypułkowy                    | 370                       | Rozp. Nr 10/92 Woj. Elbląskiego z 21.12.1992 r.          |
| 8.  | leśnictwo Braniewo oddz. 21c                                      | pojedyncze drzewo | dąb szypułkowy                    | 370                       | Rozp. Nr 10/92 Woj. Elbląskiego z 21.12.1992 r.          |
| 9.  | leśnictwo Lubnowo oddz. 280b, za stawami hodowlanymi SHR Lipowina | pojedyncze drzewa | 3 dęby szypułkowe                 | 510, 425, 390             | Rozp. Nr 10/92 Woj. Elbląskiego z 21.12.1992 r.          |
| 10. | Krzewno park wiejski                                              | pojedyncze drzewa | 3 buki pospolite odm. purpurowej  | 330, 350 i 320            | Rozp. Nr 10/92 Woj. Elbląskiego z 21.12.1992 r.          |
| 11. | Lipowina park wiejski                                             | pojedyncze drzewa | 2 buki pospolite odm. purpurowej  | 320 i 350                 | Rozp. Nr 10/92 Woj. Elbląskiego z 21.12.1992 r.          |
| 12. | leśnictwo Braniewo oddz. 20i                                      | pojedyncze drzewo | dąb szypułkowy                    | 380                       | Rozp. Nr 1/96 Woj. Elbląskiego z 22.01.1996 r.           |
| 13. | leśnictwo Braniewo oddz. 21f                                      | pojedyncze drzewa | 2 dęby szypułkowe                 | 400 i 450                 | Rozp. Nr 1/96 Woj. Elbląskiego z 22.01.1996 r.           |
| 14. | leśnictwo Braniewo oddz. 28a                                      | pojedyncze drzewa | 2 dęby szypułkowe                 | 560 i 395                 | Rozp. Nr 1/96 Woj. Elbląskiego z 22.01.1996 r.           |
| 15. | leśnictwo Braniewo oddz. 58b                                      | pojedyncze drzewo | sosna pospolita                   | 315                       | Rozp. Nr 1/96 Woj. Elbląskiego z 22.01.1996 r.           |
| 16. | leśnictwo Braniewo oddz. 215c                                     | grupa drzew       | 3 dęby szypułkowe                 | od 315 do 510             | Rozp. Nr 1/96 Woj. Elbląskiego z 22.01.1996 r.           |
| 17. | leśnictwo Braniewo oddz. 215h                                     | pojedyncze drzewo | dąb szypułkowy                    | 400                       | Rozp. Nr 1/96 Woj. Elbląskiego z 22.01.1996 r.           |
| 18. | leśnictwo Podlipie, grunty po byłym PGR Gołaszewo                 | pojedyncze drzewo | dąb szypułkowy                    | 465                       | Rozp. Nr 1/96 Woj. Elbląskiego z 22.01.1996 r.           |
| 19. | leśnictwo Podlipie oddz. 177x                                     | pojedyncze drzewo | dąb szypułkowy                    | 340                       | Rozp. Nr 1/96 Woj. Elbląskiego z 22.01.1996 r.           |
| 20. | leśnictwo Podlipie oddz. 107l                                     | pojedyncze drzewo | dąb szypułkowy                    | 530                       | Rozp. Nr 1/96 Woj. Elbląskiego z 22.01.1996 r.           |
| 21. | leśnictwo Wyżyny oddz. 163d                                       | pojedyncze drzewa | 2 dęby szypułkowe                 | 343 i 445                 | Rozp. Nr 1/96 Woj. Elbląskiego z 22.01.1996 r.           |
| 22. | leśnictwo Wyżyny oddz. 94o                                        | pojedyncze drzewa | 2 daglezje zielone                | 270 i 275                 | Rozp. Nr 1/96 Woj. Elbląskiego z 22.01.1996 r.           |
| 23. | leśnictwo Wyżyny oddz. 94s                                        | pojedyncze drzewo | lipa drobnolistna                 | 385                       | Rozp. Nr 1/96 Woj. Elbląskiego z 22.01.1996 r.           |
| 24. | leśnictwo Wyżyny oddz. 99r                                        | pojedyncze drzewo | sosna pospolita                   | 324                       | Rozp. Nr 1/96 Woj. Elbląskiego z 22.01.1996 r.           |
| 25. | Rudłowo                                                           | pojedyncze drzewa | 3 dęby szypułkowe                 | 500, 420 i 370            | Rozp. Nr 13/98 Woj. Elbląskiego z 28.12.1998 r.          |
| 26. | Braniewo 120 m od ul. Moniuszki, w lesie za ogrodzeniem szpitala  | pojedyncze drzewo | dąb szypułkowy                    | 420                       | Rozp. Nr 10/92 Woj. Elbląskiego z 21.12.1992 r.          |
| 27. | Braniewo 80 m od ul. Moniuszki, w lesie za ogrodzeniem szpitala   | pojedyncze drzewo | dąb szypułkowy                    | 420                       | Rozp. Nr 10/92 Woj. Elbląskiego z 21.12.1992 r.          |
| 28. | Braniewo przy kościele ul. Królewiecka                            | pojedyncze drzewo | dąb szypułkowy                    | 445                       | Rozp. Nr 10/92 Woj. Elbląskiego z 21.12.1992 r.          |
| 29. | Braniewo ogród zoologiczny, na skarpie przy wejściu               | pojedyncze drzewo | tulipanowiec amerykański          | 200                       | Rozp. Nr 10/92 Woj. Elbląskiego z 21.12.1992 r.          |
| 30. | Żelazna Góra                                                      | pojedyncze drzewo | lipa drobnolistna "Lipa Jakubowa" | 642                       | Uchwała nr 60/IV/2012 Rady Gminy Braniewo z 30.08.12     |

### Obszary Chronionego Krajobrazu
Na obszarze gminy znajdują się:
- Obszar Chronionego Krajobrazu Rzeki Pasłęki chroni lesiste zbocza porzcinane parowami, wądołami i wąwozami
- Obszar chronionego krajobrazu Wybrzeża Staropruskiego – chroni stożek deltowy rzeki Pasłęki, kompleksy torfowe i miejsca lęgowe ptactwa wodno-błotnego[7].

## Miejscowości bez statusu sołeckiego
Bemowizna, Brzeszczyny, Cielętnik, Działy, Elżbiecin, Glinka, Goleszewo, Grodzie, Gronówko, Grzędowo, Józefowo, Kalina, Kalinówek, Kiersy, Klejnówko, Maciejewo, Marcinkowo, Młoteczno, Podleśne, Prątnik, Prętki, Rogity, Rudłowo, Rydzówka, Różaniec, Stara Pasłęka, Strubiny, Ujście, Ułowo, Wielewo, Wikielec, Wilki, Zgoda

## Sąsiednie gminy
Braniewo (miasto), Frombork, Lelkowo, Pieniężno, Płoskinia. Gmina sąsiaduje z Rosją.